# Pterolophia parangolensis
Pterolophia parangolensis là một loài bọ cánh cứng trong họ Cerambycidae.